# 王莽

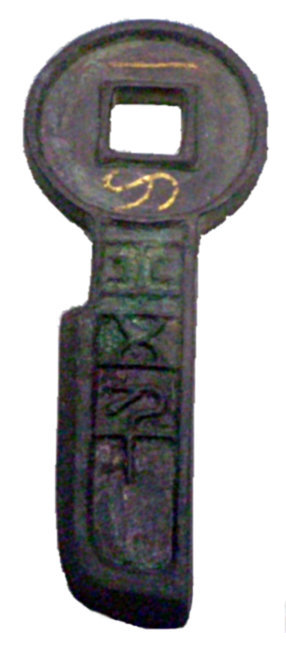
王莽が発行した貨幣の一種。小刀を模した形状であり、「一刀平五千」の名で五銖銭5000枚分の名目価値とされた。

王 莽（おう もう、前45年 - 23年10月6日）は、新朝の皇帝。字は巨君。『漢書』などに記されている。
前漢の元帝の皇后の王政君（孝元皇后）の甥で、成帝の母方の従弟にあたる。王曼の次男。子は王宇・王獲・王安・王臨・王興・王匡ら。娘は平帝の皇后王氏・王曄・王捷ら。孫（王宇の子）は王千・王寿・王吉・王宗・王世・王利。孫娘（王宇の娘）は王妨（王宗の姉。衛将軍に任じられた王興の妻）・王氏（下の名前は不明。定安公に封じられた後の孺子嬰の妻）。兄は王永。甥（王永の子）は王光。正妻は丞相王訢の孫の宜春侯王咸の娘。
儒教の新興による名声の高まりと、天命と称する符命も利用して、平帝の死後、漢の皇帝を践祚（代行）することを名目に、漢の摂皇帝や仮皇帝となり、やがて、符命を理由に漢（前漢）から禅譲を受けて新の皇帝に即位したが、直後に各地で反乱が起こり、更始帝の軍の攻撃を受けて殺害された。

## 生涯

### 即位まで
魏郡元城県委粟里（現在の河北省邯鄲市大名県の東）の出身。
皇后に立てられた王政君の縁故で伯父・叔父達が列侯に封ぜられ高官として裕福な暮らしを送る中で、父の王曼と兄の王永が早世したために王莽の一家のみが侯に封ぜられず貧しかった。王莽は恭倹に身を持し、沛郡の陳参に師事して『礼経』を受け、身を勤め学を広め、儒生並の服装をし、母と兄嫁に仕えた。また、甥の王光を養子として実子以上に熱心に養育し、それに王莽の妻が不平を述べたと伝えられる。
陽朔3年（紀元前22年）、伯父の大将軍王鳳が病むとその看病を続けたため、王鳳は死に臨んで成帝と王政君に王莽を託す。これ以後、王商や王根の推挙と皇太后となった王政君の後ろ盾を背景に王莽は順調に出世する。王政君の姉の子の淳于長を失脚させ、大司馬となると、王莽の勢いは飛ぶ鳥を落とすほどになり、永始元年（前16年）には新都侯に封ぜられる。
綏和2年（前7年）に哀帝が即位すると哀帝の祖母の傅太后・母の丁姫との対立により大司馬を罷免され、2年後には封国の新都へ追いやられたが、国政復帰の嘆願が多く出され、元寿元年（前2年）の日食を契機に長安に呼び戻された。
元寿2年（前1年）に哀帝が崩じると、哀帝から皇帝の璽綬を託されていた大司馬董賢から璽綬を強奪し、中山王劉衎が平帝として即位すると大司馬に返り咲いた。暫くして古文経学の大家だった劉歆を始めとした儒学者を多く招き入れて、儒学と瑞祥に基づいた政策を実施。その一方で民衆の支持を獲得するためには手段を選ばず、次男の王獲を奴僕を殺したことで罪に問い、長男の王宇を謀略を為したことで獄に送って、共に自殺に追い込んでいる。
元始4年（4年）2月に娘の王氏を平帝の皇后に冊立し、同年4月に宰衡・安漢公となった。元始5年12月16日（6年2月3日）には14歳になった平帝が死去した。平帝の死因については王莽による毒殺とする記録もあり（『漢書』平帝紀注「漢注云帝春秋益壮、以母衛太后故怨不悦。莽自知益疏、簒殺之謀由是生，因到臘日上椒酒、置薬酒中。故翟義移書云「莽鴆弑孝平皇帝」」や翟方進伝所引の反乱者翟義の檄文「移檄郡国、言莽鴆殺孝平皇帝、矯摂尊號、今天子已立、共行天罰」では、王莽の毒殺としている。）、また漢書本文にはそのような記述はなく、平帝は幼少時から病弱であったため、病死である可能性もある。
後継として2歳の遠縁の広戚侯劉顕の子の劉嬰を立てるも皇帝ではなく皇太子とし、「符命」（一種の予言書にあたるもの）に基づいて自らが摂政として皇帝の業務を代行することとした。そして自らの呼称を「仮皇帝」・「摂皇帝」としてほぼ皇帝と同格の扱いとし、居摂と改元、周公旦の故事に倣って朝政の万機を執り行った。

### 皇帝即位
更に天下を狙う王莽は古文を典拠として自らの帝位継承を正当化づけようとした。折しも、哀章という人物が高祖の予言という触れ込みの「金匱図」・「金策書」なる符命を偽作し、また他にも王莽の即位を後押しする符命が出現していた。そこで、これらの符命などを典拠として居摂3年（8年）に王莽は天命に基づいて禅譲を受けたとして自ら皇帝に即位、新を建国した。この出来事は歴史上で初めての禅譲であり、簒奪（身勝手な禅譲）に相当する。
『漢書』元后伝によると、太皇太后として伝国璽を預かっていた王政君は、玉璽の受領にやってきた王莽の使者王舜（王莽の従兄弟）に対して向かって王莽を散々に罵倒し、それでも玉璽の受領を迫られると玉璽を投げつけて「お前らは一族悉く滅亡するであろう」と言い放ったと伝えられている。
新を建国した王莽は、高句麗を征討し、高句麗を「下句麗」と改名させた。これは、中華王朝に帰順しない蛮夷の国に、良い意味の漢字を使用されるのを嫌ったからである。
王莽は周代の治世を理想とし、『周礼』など儒家の書物を元に国策を行った。だが、現実性が欠如した各種政策は短期間に破綻した。また匈奴や高句麗などの周辺民族の王号を取り上げ、華夷思想に基づく侮蔑的な名称（「高句麗」を「下句麗」など）に改名したことから周辺民族の離反を引き起こし、その討伐を試みるも失敗。さらには専売制の強化（六筦）なども失敗し、新の財政は困窮した。

### 最期
そうした中、農民・盗賊らが主導した赤眉軍、地方の豪族による緑林軍による反乱が相次いで発生した。各地に群雄が割拠して大混乱に陥った。地皇4年（23年）、緑林軍の流れを汲む劉玄（更始帝）の勢力を倒そうと王莽が送った公称100万の軍が、劉玄旗下の劉秀（光武帝）に昆陽の戦いで敗れた。
同年10月、臣下に背かれ、長安には更始帝の軍勢が入城、王莽はその混乱の中で杜呉という商人に殺された。享年68。これにより新は1代限りで滅亡した。王莽の首級は更始帝の居城宛にて晒され、身体は功を得ようとする多くの者によって八つ裂きにされたという。

## 容貌について
- 口が大きく顎が短く、出目で瞳が赤く、大きなガラガラ声を出した。身長は5尺7寸（約173cm）もあるのに、底の厚い靴と高い冠を好み、ゴワゴワした張りのある毛を衣服に入れ、胸を反らして高いところを見、遠くを眺めるような目つきで左右の目を見ていた[7]。
- ある人が王莽の容貌についてどう思うか、方技（占いなどの技術）に優れた黄門で待詔している人物にたずねたところ、その人物は、「王莽はフクロウの目、虎の口、豺狼の声の人物です。人を食うこともいたしますが、また、いずれ、人に食われるでしょう」と答えた。質問した人物がこのことを王莽に告げたところ、王莽は、その黄門で待詔している人物を処刑し、告発した人物に爵位を封じた。それから後は、王莽は、いつも雲母の扇を顔の前にかざすようになったため、近親するものでなければ、その顔を見ることはできなくなった。（始建国2年（10年））[7]。
- 王莽に対する反乱が大きくなってきた頃、王莽はそれを聞いてますます怯え、安心な様子を示そうとして、ひげや髪の毛を黒く染めた（地皇4年（23年）3月）[8]。

20世紀の中国史研究者である東晋次は、「けして美男、偉丈夫というわけではない。かかとの厚い靴を履いたのは、あるいは身長に劣等感を感じていたからだろうか。風貌の叙述にも、当時の人々の王莽への嫌悪が見え隠れするようである」と評している。

## 人物について
- 王莽は「名」に極めて敏感であった。王莽は、種々の名称変更を行い、年ごとに、土地の地名を変更し、ある郡は五回もその名を変えた。しかも、その後、元の地名に戻ることもあった。役人や民衆はおぼえることもできないほどであった[7]。その背景として、孔子の「必ずや名を正さんか」という言葉や、「名」の呪術的な信仰、漢の伝統から自分や自分の政権を断ち切ろうとするための行いであったことが考えられる[10]。
- 信仰心という点では、鬼神に対して心の底から畏怖を感じていた。特に、漢の高祖（劉邦）の霊には恐怖心をいだいていた。また、符命や符瑞による天命の存在の確信は、政治的な詐欺の手段というだけでなく、王莽も内心では信じていたと考えらえる。また、神仙への希求があり、方術の士と方薬の実験にふける面があり、（かつて反乱を起こした）翟義の党であった王孫慶を生きたまま、解剖させるようなことを行っている[11]。
- 政治や政策立案の特徴として、形の重視、形から入っていく発想が中核となっている点があげられる。儒教の「礼」を重視し、国家的規模で儒家的礼制を現実のものにしたいと意欲しており、形式を重んじた。そのために、形式主義におちいり、現実的ではないという批判が生まれることになった。また、同時に、儒家的理念にそった政策を実現するため、多くの法律を増設して、それを家族や腹心の大臣にも厳しく執行していった[12]。
- 政治家としては、政治改革の志向を若い時期からいだき、細心の注意を払って、自己の政治的地位の保全と権力掌握に成功する優れた能力を有していた。皇帝に即位してからも礼制国家の実現への努力は怠らなかった。しかし、その理想を実現しようとするほど、多くの権力者と同様、独断専行となり、周囲の意見に耳を貸さない、独善的・猜疑的な態度を示すようになった[13]。

## 政治志向と後世への影響について
- 王莽は政治的な目的として、当時、孔子によって唱えられ、儒家の経書に継承されていると考えられていた周代の礼（儀礼）や楽（音楽）を、儒家的な教説とともに、漢や新の国家の諸制度に具現化する「制礼作楽[14]」の事業の完遂をかかげていた。王莽はそのために、政治の実権を握った漢の平帝時期にあたる元始年間に、精力的に儒家的な礼制整備を行った。王莽によって、先鞭をつけられた儒家の教説による国家的儀礼は、後漢王朝に引き継がれ、後漢王朝が原型となって、その後の中国の諸王朝が礼教国家としての性質を帯びるようになっている[15]。
- そのため、王莽は、儒家的教説の制度化に大きな功績をあげ、漢の「儒教の国教化」に貢献した。20世紀の中国史研究家である西嶋定生は、王莽を儒教国教化の完成者であるととなえている[16]。
- 王莽の社会政策の中で後世に影響したものとしては、始建国元年（9年）に施行した「王田制」がある。田地の売買を禁止する王田制そのものはほとんど実施されなかったようであり、早々と始建国4年（13年）に、土地売買の禁止を廃止したために有名無実化したが、後の均田制の源のひとつとして早くから注目された。また、王田制には、奴婢を、家の子や召使といった意味の「私属」と呼び、その売買を禁止する内容が含まれており、「天地の性、人間を貴しと為す」（孝経）という儒家の基本的人間観がうかがえる[17]。
- 漢の武帝時代に設置された「太学」や武帝期以降、次第に各郡国に設置しつつあった「郡国学」を発展させて、漢の平帝時代の元始3年（3年）に、王莽は、初等教育段階からの整然とした学校制度を整備し、郡や国には「学」、県や（異民族が住む）道、（有力者の領地である）邑、侯国には「校」といった学・校という儒学を教えるための校舎を設置し、「学」と「校」にそれぞれ経師（儒教を教える教師）一人を置いている。また、郷にも「庠」、聚には「序」を設置して、「序」と「庠」にもそれぞれ孝経師（『孝経』を教える教師）一人を置いた。この「学」・「校」・「序」・「庠」の学生は、漢代には「諸生」と呼ばれ、後漢時代には、中国のあちこちに設置されるようになった。王莽による本格的な学校制度の整備は、その後の中国社会における儒学の普及や地方社会の文化的向上の促進にとって、おおいに意義のある政策であり、王莽は重要な歴史的役割を果たしている[18]。
- 漢の平帝時代の元始4年（4年）、王莽の奏上により、明堂[19]と辟雍を建設している。明堂と辟雍の建設については、その後の群臣の奏上によれば、明堂建設の翌日には、諸生（学生）や庶民が十万人も命じもしないのに賛同して集まり、20日で完成しており、周の洛陽建設ですら及ばないものとされる[20]。明堂と辟雍の建設は王莽の大がかりな儒教的礼教政策の一環であり、明堂制は、後漢時代にも継承、整備されて後漢の礼教国家建設の前提となった[21]。
- 漢の平帝時代の元始4年（4年）、王莽の上奏により、前漢の元帝時代以降、長い期間、論議されてきたにもかかわらず、決着を見なかった天子七廟制の問題について、宣帝の廟号を中宗、元帝の廟号を高宗と決定し、高祖太祖廟、文帝太宗廟、武帝世宗廟、宣帝中宗廟、元帝高宗廟の五廟を不毀の廟として、それに成帝と哀帝の廟を加えて七廟として、ひとまずは決着をつけている[22]。天子七廟制という皇帝による宗廟の祭祀は、こののち中国の支配者が重視する祭祀として、近代まで続くことになる[23]。
- 漢の平帝時代の元始5年（5年）、王莽の奏上により、長安の南北の郊外で天地を祀ることが決定している。これにより、それまで前漢における成帝時代や哀帝時代の30年間に5回も変更された漢の天地の祭祀の問題に、決着をつけている。王莽によって決着を見たこの南北郊祀制は、後漢時代にも継承、整備されて後漢の礼教国家建設の前提となった[22]。南北郊祀という天子による天地の祭祀についても、こののち中国の支配者が重視する祭祀として、近代まで続くことになった[23]。
- 王莽が前漢の皇太子であった孺子嬰から権力を自身に移譲させ、新王朝の皇帝に即位した際に行った「①天命の移行（革命）」、「②天子即位」、「③国号制定」、「④改元」、「⑤暦と服色の改定」を伴う儀礼は「禅譲」と呼ばれ、後世、平和のうちに権力が移行する型式としてなった。後漢から曹魏への革命が、この王莽の禅譲型式を踏襲したため、のちに「漢魏の故事」とよばれ、歴代王朝の創業時の模範となった[24]。
- また、その「禅譲」の際に、皇帝に即時した際に、詔勅で「天下・民衆支配の正当性が天・天命に由来すること」、「その正統性が漢の創業者である漢の高祖（劉邦）からの移譲によること」と宣言し、天下を領有する称号として「新」という王朝名を定めた。王朝名はこのとき中国史上初めて天下を領有する称号であると宣言され、のちに宋王朝・明王朝の創業に際しては、王莽の詔勅と同様の文言によって、天下を領有する称号として王朝の名前を定められた[25]。
- 前漢の元帝時代から、後漢の明帝時代にいたる、紀元前40年頃から西暦60年までのほぼ100年間の間に出来上がった儒家的祭祀、礼楽制度、官僚制の骨格は、（上記の）天下を領有する名前とともに、清王朝にいたるまで継承されることになる。のちの諸王朝は、漢を模範と仰ぐことが多いが、その漢は前漢ではなく、後漢の国制であり、それは事実上、王莽がつくりあげたものであった。なお、三国時代の曹魏がこの体制を踏襲したため、のちにはこれは、「漢魏故事」、「漢魏之法」、「漢魏之旧」と呼ばれ、東晋や南朝では、「漢晋の旧」、「漢晋故事」と呼ばれるようになった[26]。
- 復古政策の一環として前漢中期頃から増え始めた二字名を禁止した[27]（二名の禁）。王莽滅亡後もなぜか影響は残り、二字名が再び増加するのは南北朝時代以降となる。

## エピソード

### 大司馬就任までのエピソード
- 王政君の一族の王氏が次々と列侯に封じられ、栄華を極める中、王莽の父の王曼と兄の王永が早世したために、孤児となった王莽の一家のみが侯に封ぜられず貧しかったが、王莽は恭倹に身を持し、沛郡の陳参に師事して『礼経』を学び、身を勤めて、学を広め、儒生並の服装をし、母と兄嫁に仕えた。また、兄の王永の子であった王光をひきとり、養い、その行いは行き届いていた[20]。
- 壮年となり、各地のすぐれた人材と交際を深め、伯父や叔父たちに仕え、礼をほどこした[20]。
- 伯父の大将軍王鳳が病むと、数か月もその衣を解くこともなく、王鳳の看病を続けた（陽朔3年（前22年））[20]。
- 新都侯に封じられた後も、ますます謙虚にふるまい、惜しみなく賓客に施して、家になにも残さず、多くの高官と交流を重ねた。そのため、王莽の名声はますます高くなり、彼を推薦するものは、さらに多くなり、その名声は叔父をしのぐほどになった（永始元年（前16年））[20]。
- おいの王光に、博士の門下として学問を行わせ、休日には、馬車や騎馬で外出して、その師や同学のものに羊酒をふるまい、その気遣いは長老たちを嘆息させた。また、王光のために、彼よりも年長である長男の王宇と同日に婚姻させ、婚姻式の客は堂にあふれることになった[20]。
- 王宇と王光の婚姻の席では、母親が痛みで苦しんでいると聞いた時も、客を見送ることを優先した[20]。
- ひそかに侍婢となる女性を買い取ったが、従弟にかぎつけられると、「後将軍の朱子元には子がないため、あの娘が子を産めると聞いたので、買い取ったのだ」と言って、すぐにその女性を朱子元に渡した[20][28]。

### 大司馬就任から復帰までのエピソード
- 大司馬に就任してからは、前任者たちを越える名声を得ようと考えて、克己して休むことなく努力し、様々な優れた人物を部下の役人に任じ、領地の銭を全て士人に与えて、ますます倹約につとめた。王莽の母が病気の時に、公卿や列侯がその夫人をつかわして、王莽の母の見舞いに来ると、王莽の妻が出迎えた。しかし、王莽の妻の衣は床にひきずるような立派なものではなく、布の前垂れ姿であったため、王莽の妻に会ったものは、彼女を召使いと思った。質問をして、王莽の妻と知った時には、皆、驚いた[20]。
- 王莽は儀礼に厳しく、（哀帝の実母の）丁姫に尊号をつけるように上書した董宏を弾劾し、庶人にした。また、宴会の時に、哀帝の実祖母の傅太后の席を、太皇太后である王政君の横に置いたことについても、「定陶太后（傅太后）は、藩妾（「藩」王である定陶王の母であり、かつての成帝の側室（「妾」）という意味）である。なにをもって、至尊と並べるのか！」と、とがめ、傅太后の席を撤去して、別に設けさせている。王莽はそのため、傅太后の怒りを買い、辞職に追い込まれた（綏和2年（前7年））[20][29]。
- この時、職を辞し、南陽郡の新都県の領地に行くと、家族とともに領地で門を閉じて、ひかえめにしていた。しかし、王宇の次の弟にあたる王獲（字は仲孫）が、奴隷を殺害すると、厳しく王獲を責め、自害に追い込んだ[20]。
- 領地にもどった時、南陽太守が王莽を大事に思い、門下の人物から孔休という人物を新都侯の相[30]に選んだ。王莽は礼をつくして孔休を迎え、孔休もまた王莽の名声を聞いていたのでそれに応えた。王莽が病気をした時、孔休が見舞いにいくと、王莽はよしみを結ぼうと、玉具や宝剣を贈ろうしたが、孔休は受け取らなかった。王莽は、「よく見ると、君の顔には傷がある。この美玉は傷を消すにはいいので、贈ろうとしているだけだよ」と言って、その玉を差し出したが、孔休がいまだ辞退したので、王莽は、「君はこれが高価だから嫌がっているのだろう？」と言って、椎でその玉を壊して、自ら包んで孔休に差し出したところ、孔休はやっと受け取った。王莽が都に呼び出され、領地から去ろうとした時、孔休と会おうとしたが、孔休は病気と称して会わなかった[20]。

### 安漢公になるまでのエピソード
- 叔父にあたる紅陽侯王立がなんら地位についていないに関わらず、大司徒の孔光に王立のかつての悪行を奏上させ、領地にいかせるように、太皇太后の王政君に勧めた。しかし王政君はこれを聞き入れなかったため、王莽は自ら進み出て「今、太后は個人的な恩義によって大臣の意見に反しようとしています。そのようなことでは、群臣たちはよこしまな心を持ち、乱を起こすことでしょう！（王立に）領地への行くように命じ、落ち着いてから召し返せばいいでしょう」と進言した。王政君はやむを得ず従い、王立に領地に行くように命じた[31]（元寿2年（前1年））[20]。
- 付き従うものは抜擢したが、逆らい怨むものは処刑し誅殺した。表面上は落ち着いた表情をして、立派なことを話していたが、望むものについては、素振りをかすかに見せて、自分に従うもの[32]に意向を忖度させ、それを奏上させた。王莽が頭を床について、泣いて、固く何かを推したり、譲ったりして、王政君や多くの人々を信用させた[20]。

### 皇帝即位までのエピソード
- 人を呼び寄せ問うて、緻密に恩を与え、厚く贈与を行ったが、意に沿わぬ者はあからさまに奏上して免官とし、その権力は君主に等しくなった[20] 。
- 水害や干魃が起きるたびに、王莽は菜食を行ったため、王莽の側近は王政君に報告した。心配した王政君は、使者を送って、王莽に「職に務める身なのだから、時には肉を食べて、国のためにわが身を大事にするように」という詔を伝えた（元始2年（2年））[20]。
- 中国が既に太平で、四方の夷狄が未だ異心がないことを思い、使者を遣わして、匈奴の烏珠留若鞮単于に、黄金や幣帛を手厚く贈り、使者を漢へと送らせて「中国では二字の名は嫌うと聞きます。私の名を“嚢知牙斯”から“知”へと変えて、漢の聖制をお慕いさせてください」と、上書させた。また、烏珠留若鞮単于から、王昭君[33]の娘である須卜居次を、漢へと入侍させた[34]（元始2年（2年））[20]。

### 皇帝即位後のエピソード
- 黄河が決壊して、元城県にある王氏の墓が水害に遭うことを恐れていた。魏郡において黄河が決壊した時に東の方に水が流れ、清河郡ら数郡が水害に遭った。しかし、王莽は、元城県が水害に遭う不安はなくなったため、ついに堤防を築くことをしなかった（始建国3年（11年））[7]。
- 外出する度に、まず城内を捜索し、それを「横捜」と名付けていた。始建国4年（12年）2月には5度、「横捜」を行った[7]。
- 皇帝に即位すると、大臣が下役の権限を抑えることに備えて、臣下の大臣の過失を告発するものがいれば、すぐに抜擢した。孔仁、趙博、費興らはあえて大臣を攻撃することで、王莽の信任を得て、重要な職位に選ばれた[7]。
- 太傅の平晏が、規定の人数以上の官吏を従えた時に、掖門の僕射（官職）は厳しく問うて、それはかなり無礼であった。戊曹士（官職）がその僕射を捕らえてつないだ。王莽は怒り、執法に命じて、車や騎兵を数百繰り出して、太傅の役所を囲み、その戊曹士を捕らえて、その場で殺害させた（始建国4年（12年）3月）[7]。
- 大司空の王邑に仕える士が、夜に、奉常亭を通り過ぎた時に、亭長にとがめられた。その士が官名を告げると、酔っていた亭長は「手形を持っておるまい？」と言った。士が馬を打つ鞭で亭長を打つと、亭長はその士を斬りつけて、逃亡した。郡や県ではその亭長を追ったが、亭長の家族が上書した。これを聞いた王莽は「亭長は公務を行っただけである。追ってはいけない」と命じた。王邑はその士をしりぞけて、王莽に謝罪した（始建国4年（12年）3月）[7]。
- 年ごとに、土地の地名を変更し、ある郡は五回もその名を変えた。しかも、その後、元の地名に戻ることもあった。役人や民衆はおぼえることもできず、詔が下されるごとに、その元の名がつないで書かれた[35]。王莽の号令や変易は、全てこのようであった（天鳳元年（14年））[7]。
- 「黄龍[36]が、黄山宮の中に墜落して死んだ」と流言が起こり、百姓で駆けつけて、これを見ようとする者が一万人を超えてしまった。王莽はこの流言を憎み、百姓を捕らえて、その流言の出どころを調査したが、見つけることはできなかった（天鳳2年（15年）2月）[7]。
- 制度を定めれば、おのずから天下は太平になると思い込み、土地の里の数に意を注ぎ、制礼作楽[14]を行い、儒教の経書である“六経”の内容に制度をあわせようとした。公卿たちは朝から日暮れまで議論して、何年も決まらなかった。訴訟や無実の罪にあった民はその危急を省みられることはなく、県宰（県令）に欠員がでても、何年も兼任させて、あらゆる腐敗が毎日、ひどくなっていった[7]。
- さきに権力を握って、漢の政権を奪い取ったと考え、努めてみずから様々なことを決めたため、役人たちは王莽の決定を受けたと言って責任逃れするにいたった。諸々の宝物や蔵、銭や穀物を官吏する役人は、全て王莽の宦官が独占した。役人や民や上書する文書は、宦官や側近のものが開いて、尚書もその内容を知ることができなかった。王莽は臣下を恐れ、備えた様子は、全てこのようであった[7]。
- 制度の改変を好み、政令は、わずらわしいほど細かかった。政令を行うものは、質問してから、事に当たらねばならず、過去のことが処理を終わらないうちに、新しいことがでてきて、処理ができなくなってしまった[7]。
- 王莽はいつも明かりをつけて、夜明けまで政務を行ったが、それでもなお処理しきれなかった。そのため、尚書は悪事を行い、業務を怠けるようになり、上書した答えを待つ者は数年経っても帰ることができず、郡県で逮捕されたものは大赦にあってからやっと釈放された、辺境を守る兵士は、3年も交替できなかった。穀物は高騰し、匈奴との戦いのために辺境にいる兵士20数万人が衣や食事を仰ぎ、辺境の役人たちは憂い苦しんだ[7]。
- （かつて反乱を起こした）翟義の党であった王孫慶が捕らえられたため、王莽は太医や尚方に命じて、動物の解体にすぐれた人物たちとともに、生きたまま、これを解剖させた。内臓の目方をはかり、その脈をたどって、起点と終点を知ることで、病気を治すために役立てると称した（天鳳3年（16年）10月）[7]。

### 晩年のエピソード
- みずから常安（長安）の南の郊外に行き、「威斗」を鋳造した。威斗とは、五色の石と銅で北斗の形を似せて作ったもので、長さは2尺5寸あり、これで、まじなって、大勢の兵に勝とうとした。完成すると、司命に命じて背負わせて、外出する時は王莽の前方に、宮廷の中では傍らに置いた。「威斗」を鋳造した日はとても寒く、百官の人馬には凍死したものもいた（天鳳4年（17年）8月）[8]。
- 天下の役人は俸禄が得られず、誰もが姦利（汚職や横領、不法行為）に手を出し、郡尹（太守）や県宰（県令）の家は千金の財を貯めた。王莽は詔をくだし、「詳細に考えた結果、始建国2年（10年）、胡虜（匈奴）が中華をみだりに攻撃して以来、もろもろの軍人や官吏で大夫以上のもので、姦利を行い、財産を増やして富を得たものは、その家の所有する財産の5分の４を没収し、辺境の危急を助けることにする」と宣告した。政府の士が馳せてこれを天下に伝えた。王莽は、欲深いものを調べ上げ、官吏がその将軍を告発することや、奴婢がその主人を告発することで、姦利を禁じたいと期待していたが、姦利はさらに激しくなった（天鳳5年（18年））[8]。
- 盗賊が増えてきたため、太史に命じて、36,000年の暦から推し量らせ、6年に一度、改元を行うことにし、天下に布告した。王莽はいまだ「符命」を使って、民をたぶらかして、盗賊を解消しようとしたが、みな、これを笑うようになっていた（天鳳6年（19年）春）[8]。
- 匈奴の侵攻が激しくなったため、大いに天下の男子と死刑囚、役人や民の奴を募集し、それを「豬突豨勇」と名付け、選ばれた兵とした。天下の役人や民から税を30分の１取り、絹や布を常安（長安）に運ばせた。公卿以下郡県の官吏に軍馬を養わせた。また、匈奴を攻めるために、珍しい技術を有した人物を広く募り、官位をもって抜擢しようとした。そういった技術を持つと言ったものが一万人にのぼった。ある者は水を渡るのに船や櫂を使わずに、馬を連ね騎兵を接すれば、100万の軍を渡すことができると言った。ある者は、一斗の兵糧から持たずに薬を飲めば、軍隊は飢えないと言った。ある者は、空を飛ぶこと一日千里で、匈奴を空からうかがえると言った。王莽は試しに、その者を試すと、大きな鳥のような羽を両翼として、頭と全身に毛をつけて、紐で連ね引いて、数百歩飛ぶと墜落した。王莽はその者たちが実用に耐えないと知ってはいたが、その名声を得たいと欲して、全員を理軍に任じ、馬車と馬を与え、出発を待たせた（天鳳6年（19年））[8]。
- 夙夜の連率の韓博という者が、王莽に対し「すぐれた人物がいます。身長が一丈あり、身の周りは10囲あります。私の役所に来て、胡虜（匈奴）を奮って撃ちたいと話しました。名は、“巨毋霸”となのり、蓬萊の東南にある五城の西北にある昭如の海浜の出身と称しています。軺車では載せきれず、三頭立ての馬車では無理なので、即日、四頭立ての虎旗をあげた大きな馬車に乗って、こちらに参りました。巨毋霸は太鼓を枕にして眠り、食べる時は鉄の箸を使います。これは、皇天が新室を助けているものでしょう。陛下は大きな甲と大きな馬車をおつくりになり、（古の勇士である）孟賁や夏育に着せたような衣を用意して、大将一人と虎賁の兵士100人に巨毋霸を道中でお迎えしてください。これで、天下は安んじることでしょう」と上言した。実は、韓博の意図は、“巨毋霸”の名に「巨君（王莽の字）が覇たること毋（無）し」の意味をいれ、王莽の帝位を否定する意味をいれ、王莽を皮肉るものであった。王莽はこのことを聞いて、韓博を憎み、巨毋霸を、彼がいた新豊の地にとどめて、その姓を“巨母”氏に変更し、文母太后（王政君）により王莽が霸王となるという符命に変えた。さらに、韓博を獄に下して、言ってはならないことを言った罪により、処刑した（天鳳6年（19年））[8]。
- 正月に、天下に向けて大赦を行った時に、「軍が出撃する時に、あえて走って騒いで法を犯すものがあれば、その罪を論じてすぐに斬れ。時期を待たずに、この年の終わりになればやめるように」という詔を下した。そのため、その年の春夏は都市で人が斬られ、民は恐れ震え、道路で目くばせするようになった（地皇元年（20年））[8]。
- 太傅の平晏が死んだ後、予虞であった唐尊が太傅とした。唐尊は「国庫が空しく、民が貧しいのは、奢侈のせいである」と言って、身に短い衣と小袖をつけて、柴を運ぶ車を牝馬にひかせたものに乗り、寝る時は藁をしいて、瓦を食器として、それを公卿たちに贈った。外出すると、男女で道を別にしない者を見ると、自ら馬車から降りて、古来にある象刑により、その衣を赤土色の汁で汚した。王莽はこれを聞いて喜び、詔を下して、公卿たちに唐尊を見習い同じようにするように命じ、唐尊を平化侯に封じた（地皇元年（20年））[8]。
- 郎の陽成脩が符命を献じて、民の母を立てるように進言し、「黄帝は120人の女性を率いて、神仙を招きました」と言った。そこで、王莽は、同年に皇后の王氏が死去していたこともあって、中散大夫と謁者、それぞれ45人を天下に分散して派遣して、郷里で名声が高い淑女を広くとって、その名を挙げさせた（地皇2年（21年）閏月）[8]。
- 夢に長楽宮にいた銅でつくった人体、五体が起き上がり立ったことを見て、そのことに腹を立て、銅でつくった人体に「皇帝は初めて天下を兼ねた」という文章があることを思い出し、すぐに、尚方の工人に命じて、夢に見た銅でつくった人体の胸に刻まれた文を削らせた。また、王莽は漢の高祖（劉邦）の廟において神霊を感じ、虎賁の武士を高祖の廟に入らせ、剣を抜かせて四方の壁を打たせ、斧で戸や窓を壊し、壁に桃のお湯をかけ、赤い鞭で鞭うたせた。さらに、軽車校尉をその中に住ませ、中軍北塁を高祖の寢（うしろの廟）に住まわせた（地皇2年（21年）閏月）[8]。
- ある人が「黄帝の時代には豪華な傘を建てて登仙（仙人となること）しました」と言ったため、王莽は高さ8丈1尺の羽毛で飾った9重の豪華な傘を作らせ、からくりを行った四輪の車に載せて、6頭の馬と黄色い衣を着せた300人の力士にひかせて、車の上に乗った人が太鼓を撃つと、ひくものに皆、「登仙」と呼ばせた。王莽は外出の時に、それに先行させた。百官たちは、「これは棺を載せる車に似ている。登仙させるものではない」とささやきあった（地皇2年（21年）閏月）[8]。
- 反乱を起こした緑林の軍において、劉玄が更始帝として即位し、改元したことを聞いて、王莽はますます反乱に怯えるようになり、安心な様子を示そうとして、ひげや髪の毛を黒く染めるようになった。また、天下から集めた淑女のうち、杜陵の史氏の娘を皇后に立て、黄金3万斤と車・馬・奴婢・多くの布・珍しい宝をたくさん与えた。王莽は皇后となった史氏を出迎え、二人で食事を行った。皇后の父親にあたる史諶は和平侯に封じられ、寧始将軍に任命されて、さらに、史諶の二人の子は侍中に任じられた。この日、大風が起きて、家屋を壊し、大木が折れた。王莽は、日ごとに方士である涿郡の昭君と後宮で方術を試し、淫楽をほしいままにした（地皇4年（23年）3月）[8]。
- 更始帝の漢軍が、「王莽が平帝を毒殺した」と話していたと聞くと、王莽は公卿以下を王路堂に集めて、かつて、平帝の命を天に願い出た金縢の策文を開いて、泣きながら、それを群臣に見せた。さらに明学男の張邯に命じて、自身の徳とその符命のことを誉めさせた。張邯は「『易経』に『伏戎于莽，升其高陵，三歳不興』という言葉が記されています。『莽』は陛下の名です。『升』とは劉伯升（劉縯）のことです。『高陵』とは高陵侯の子であった翟義のことです。これは、劉伯升と翟義は新皇帝の世に兵を挙げるが，なお、絶滅して興らないということを意味します」と話した。王莽の群臣は皆、万歳をとなえた。また、東方から檻車で数人の捕虜を伝送させ、「劉伯升らは皆、大殺戮を行っている」と言わせたが、民は、それが偽りであることを知っていた（地皇4年（23年）6月）[8]。
- 昆陽の戦いなどで軍が敗れ、劉歆ら大臣の謀反が発覚して彼らが自害したため、王莽は憂悶の余り、食事もできないようになり、ただ、酒を飲み、アワビを食べるばかりとなった。さらに、兵法書を読んで、読み飽きては、机によりかかって眠り、枕につこうともしなかった。王莽は元々から、良い日や時を選ぶことや占いを好み、事態に危急が迫ると、まじないばかりを行った。また、使いを派遣して、（漢の皇帝の墓のある）渭陵や延陵の園門や壁を壊させて、「二度と民に漢を思い出すようにしてはならない」と言った。また、墨で渭陵や延陵の周りの垣を染めて汚した。将軍たちには占いによる奇妙な号をつけるようになり、「大斧をとり、枯木を切れ。大水が流れれば、発した火は滅ぶ[37]」などと言うようになった。『漢書』「王莽伝下」によれば、「こうしたことは、記しきれないぐらい多かった」とされる（地皇4年（23年））[8]。
- さらに王莽は心配になり、どうすればいいか分からなくなった。そこで、大司空の崔発は「『周礼』と『春秋左氏伝』によると、国に大きな災いがある時は、哭することによってこれを祓うとしています。『易経』にも“先に号咷して後に笑う”と記されています。そこで、泣き叫んで天に救いを求めるのがいいでしょう」と述べた。王莽は、このままでは滅びることを悟り、群臣を率いて南の郊外に行き、自身の符命の本末を述べて、天を仰いて「皇天は天命をこの王莽に授けられたのに、なぜ、多くの賊を滅びつくさないのですか？もし、王莽が良くないのであれば、どうぞ、雷霆を下して、この王莽を誅されてください！」と叫んだ。それから、王莽は胸をたたいて大いに泣き叫び、気力が尽きると、伏して、頭を地につけた。また、天に告げる策文を作って、自分の功労、千余言あまり述べた。儒学の徒や民も集まって朝夕、泣き叫び、そのために粥が準備された。激しく悲しみ、策文を暗唱できるようになった者を「郎」に任じ、その人数は5,000人にものぼった（地皇4年（23年））[8]。
- 城門に敵軍が迫った時、王莽は紺の無地の服を着て、印と組み紐を身に着け、虞帝（舜）の匕首を持っていた。天文郎が星占いに用いる星盤の前で、良い日時を云々と述べると、王莽は席をめぐらして、（前述した）威斗の柄の方向に座し、「天、徳を予（われ）に生（なせ）り。漢兵それ予を如何せん[38]」と話した。実際は、この時の王莽は食事をとっておらず、気力が尽きて苦しんでいた（地皇4年（23年）10月）[8]。

## 評価

### 漢書の評
上記の陳崇の上奏文や、揚雄の「劇秦美新」のような王莽の同時代の評価に対して、『漢書』を著した班固は「王莽伝」賛で以下の様に評している。

### 後漢～清代の評価
王莽については史書に記された失政の数々や簒奪者という評価もあって、前近代において王莽は姦臣の代表格として看做されることが多い。
王莽政権が瓦解した後に、漢の劉氏の一族である劉秀（光武帝）が天下を統一し、劉秀は漢の中興を果たした英主と称えられることになる。そのため、王莽政権は後漢王朝の正統性を主張するための負の王朝として位置づけられ、後漢時代には、王莽や王莽政権に少しでも肩入れするような議論はタブーとなった。後漢初期の王充の『論衡』やかつて王莽に仕えた桓譚の『新論』でも厳しい評価がされ、後漢時代に王莽は否定的な評価を常に行われるようになった。
時代にくだっても、王莽は否定的に評価され、唐代の劉知幾も王莽を簒奪者とみなし、宋代においては、司馬光によって編纂された『資治通鑑』において、正統論の立場から、漢書では明言していない王莽の平帝殺害について、事実として明記されている。
明代において、呉承恩は、『西遊記』で孫悟空が暴れた時期（山に封じられるまで）を王莽の時代と設定したが、これは「暴君・王位簒奪者・偽天子が皇位にある時、天変地異が起こる」という伝承を王莽の簒奪と重ねていると見られる。
清代でも、清代で代表的な考証学者である趙翼は、『二十二史箚記』において、「王莽の敗」や「王莽自ら子孫を殺す」の一節において、王莽について、孔子の言う「偽るばかりの今の愚者」にあたるとし、ただ帝王の尊貴をむさぼり、骨肉の愛などひとかけらも無いような人物であると評価している。
また日本においても、『藤氏家伝』大織冠伝が蘇我入鹿の政を「安漢の詭譎」と批判して以来、『平家物語』も趙高・安禄山らと並ぶ朝敵として王莽の名を挙げ（巻1）、木曾義仲の横暴ぶりを王莽に例える（巻8）など姦臣の代表格として扱われている。

### 近代の評価
1920年代から一転して、王莽を改革者として高く評価する学者が現れた。日本では吉田虎雄が王莽の社会政策を評価し、中国では胡適が王莽の六筦政策などを評価して「1900年前の社会主義者」と呼び、王莽の政策を社会主義的な性格を有するものとみなし、六筦に関する詔勅について、王莽が国家社会主義的なエッセンスをいかによく了解しているか分かる、と評し、王安石と並ぶ中国の改革者とした。ドイツのオットー・フランケも王莽が国家社会主義的政策を行ったと評価した。しかしこれらの評価は現代的な価値観を直接王莽に投影したものであり、一面的である。
西嶋定生は儒教が武帝のときに国教化されたという従来の説に反対し、国家の祭祀儀礼の改革や儒教国教化の完成などの大部分は王莽が大司馬であった平帝時代に完成したとする。王莽の政治には儒教主義がはじめてあらわれ、これは後世の中国王朝国家の性格を規律することになったとして、西嶋は王莽政権の歴史的意義を重視する。

### 戦後日本の評価
東晋次は、王莽政権の歴史的位置づけを、「漢代社会の展開については、豪族勢力の伸長に示されるように、皇帝支配の基礎たる、比較的均斉な小農民によって構成された里共同体が豪族によって支配される事態が進行しており、皇帝による個別人臣的支配（斉民的支配）の危機が現実化してきた。このまっただ中に王莽政権が生まれたのであるが、斉民制支配をより純粋な形で実現しようと意図したその王莽政権の時期こそが、斉民制支配が変質し、豪族が支配する共同体によって支えられる後漢的体制への移行期であった」として、王莽政権が目指したものは、「皇帝を中心とする秩序整然たる統一国家、官僚による国家統制の強化、皇帝と全人民との間に直接結ばれる個別的支配と保護の関係の維持・再編」であるとみなしている。
渡邉義浩は、渡辺信一郎が『中国古代の王権と天下秩序』において「中国における古典的国制の成立」と意義づけられた儒教に基づく国制（古典中国）整備のための国制改革14項目（「①洛陽遷都」、「②畿内制度」、「③三公の設置」、「④十二牧州の設置」、「⑤南北郊祀」、「⑥迎気（五郊）」、「⑦七廟の合祀」、「⑧官稷（社稷）」、「⑨辟雍（明堂・霊台）」、「⑩学官」、「⑪二王の後」、「⑫孔子の子孫」、「⑬楽制改革」、「⑭天下の号」のうち（太字にした）②・⑤・⑥・⑦・⑧・⑨・⑩・⑪・⑫・⑭の10項目までが王莽との関わりとのなかで制定されたものであるとしている。
また、王莽の歴史的意義として、「王莽は前漢において古典的国制への提言を行う際には、今文学の経義も積極的に活用していた。そのころより見られた古文学への傾倒は、莽新（王莽の新王朝のこと）の建国後に加速する。古文学は、今文学に比べて後出であるため、理念的で完成度が高い。王莽の諸政策が、のちの中国国家にも採用される普遍性を持った理由である。なかでも、古典的国制の中核を占める祭祀は、国家支配のなかで最も理念的な部分であり、古文学を典拠にしたことが一定の成功を収められた原因となった」、「ところが、古文学は、具体的な統治政策の典拠としては相応しくない部分も多かった。（中略）国の「かたち」も具体的な政策も古文学に依拠するなかで、王莽の政策は理念化し、現実から乖離していく」と論じている。
渡辺信一郎は、「（前漢の）元帝が即位して間もなく、（中略）『礼記』王制篇や『周礼』など、儒家の古制によって「漢家故事」を検証、批判しながら、新たな諸制度をたちあげることがはじまった。この国制改革は王莽が実権をにぎっていた平帝の元始年間（西暦1年～5年）に最高潮をむかえ、また、中国における古典国制として、前漢末・王莽朝国制改革一覧として15項目（「①洛陽遷都」、「②畿内制度」、「③三公の設置」、「④十二牧州の設置」、「⑤南北郊祀」、「⑥迎気（五郊）」、「⑦七廟の合祀」、「⑧官稷（社稷）」、「⑨辟雍（明堂・霊台）」、「⑩学官」、「⑪二王の後」、「⑫孔子の子孫」、「⑬楽制改革」、「⑭天下之号」、「⑮九錫・禅譲」）をあげ、「宰相三公－尚書体制、都城・畿内制度および地方十二州（牧・刺史）制度、ならびに郊祀祭儀を中心とする宗廟制・明堂・辟雍礼などの諸祭祀・儀礼や車服制度など、行政機構と祭儀・礼楽制度を包括する体系的な国政改革となった」、「注目すべきは、これまで各地に分散していた宗廟・郊祀壇を宮殿内部や首都長安の外周に集約し、都城を中心に一年周期で様ざまに礼制・祭儀を挙行するようになったことである。礼楽・祭祀制度も、行政制度と同様に、都城を中心に集権的な編成をとるようになった」として、王莽の歴史的役割を強調している。

## 登場作品
小説
- 『王莽』（2000年、塚本靑史、講談社、のち講談社文庫）

漫画
- しちみ楼『キンとケン １』、イースト・プレス、2021.3
- しちみ楼『キンとケン  2』、イースト・プレス、2021.5

テレビドラマ
- 『皇后的男人〜紀元を越えた恋〜』（2015年、中国、演：チェン・シャン）
- 『秀麗伝〜美しき賢后と帝の紡ぐ愛〜』（2016年、中国、演：劉新義）